# Mu Tiezhu
Mu Tiezhu (en chino tradicional, 穆鐵柱; en chino simplificado, 穆铁柱; Heze, 1 de junio de 1949 – 14 de septiembre de 2008) fue un jugador y entrenador de baloncesto chino. Con una altura de 2 metros y 28 centímetros y un peso de 160 kilos, fue uno de los hombres más China (Yao Ming y Sun Mingming eran de altura similar).

## Biography
Fue uno de los primeros gigantes que jugaron en la Selección de baloncesto de la República Popular China. Defendió la camiseta de la selección durante 14 años. Como miembro de los Bayi Rockets, Mu aún mantiene el récord de mayor puntuación en un partido (81 puntos) y jugó contra el vigente campeón de la NBA, los Washington Bullets, en agosto de 1979. Mu se retiró como jugador en 1987 y como entrenador en 2000.
Se le comparó muchas veces con Sun Mingming, porque ambos tenían acromegalia y podían machacar el aro sin despegar los pies del suelo.
Mu Tiezhu moriría de un infarto de miocardio el 14 de septiembre de 2008 en Beijing. Dos días después de su muerte, The Draft Review nombró a Mu como un "representante honorable", diciendo que habría estado en una elección muy alta en el draft de la NBA de 1972 si China hubiera sido una sociedad más abierta en ese momento.. D

## Palmarés
- Campeonato FIBA Asia: 1977, 1979, 1981, 1983
- Juegos Asiáticos: 1978
- Campeonato de Asia por clubs: 1981, 1984